# 波基普西 (阿肯色州)
波克普西（英語：Poughkeepsie）是位於美國阿肯色州夏普縣中南部的一個非建制地區，靠近草莓河。該地的面積和人口皆未知。

## 地理
波克普西的座標為36°04′36″N 91°28′45″W / 36.07667°N 91.47917°W，而該地的平均海拔高度為139米（即456英尺）。